# Semovente 90/53
Semovente 90/53 bylo italské samohybné dělo, sloužící jako stíhač tanků. Během roku 1942 vzniklo celkem 30 kusů.

## Historie
Brzy po začátku působení italské armády na východní frontě se ukázalo, že žádný italský tank nedokáže ohrozit moderní sovětské tanky T-34 a KV. Italský generální štáb uzavřel 29. prosince 1941 s firmou Ansaldo smlouvu na vývoj těžkého stíhače tanků s kanónem ráže 90 mm na bázi středního tanku M14/41. Prototyp byl hotov březnu 1942, po zkouškách bylo vozidlo přijato do výzbroje jako Semovente da 90/53. Následovala sériová výroba, která vytvořila pouze 30 kusů.
Na východní frontu ani do Afriky nakonec žádná vozidla nebyla poslána. V praxi se ukázalo, že Semovente 90/53 je poměrně neohrabané a nevhodné pro mobilní boj.
V prosinci 1942 bylo 24 strojů odesláno na Sicílii, z vozidel byl postaven 10. prapor stíhačů tanků (10º Reggimento controcarro da 90/53 semovente). Tvořily jej tři roty (gruppi) - CLXI, CLXII, CLXIII - po osmi strojích. Během bojů s americkými jednotkami po invazi na Sicílii byly všechny stroje ztraceny.
Zbývajících šest strojů v Itálii ukořistila německá armáda, dostaly označení Gepanzerte Selbstfahrlafette 90/53 (i) 801. Pravděpodobně byly použity při bojích v severní Itálii.

## Technický popis
Podvozek je přejat ze středního tanku M14/41. Tvoří jej na každé straně 8 malých pojezdových kol, spojených do dvou vozíků, odpružených svazky listových per. Hnací kolo je vpředu. Pás nahoře nesou 3 kladky. Trup je vyroben z pancéřových plechů tloušťky 15-25 mm spojených nýtováním. Motor, stejný jako u M14/41, je osmiválcový vidlicový diesel SPA 15 TM 41 o objemu 11 920 cm³ a výkonu 145 hp. Oproti původnímu tanku je motor posunut doprostřed vozidla. V trupu před motorem jsou stanoviště řidiče a velitele. Vozidlo je vybaveno radiostanicí RF1CA. Vzadu je umístěn původně protiletadlový kanón 90/53 Modello 39 s úsťovou rychlostí 850 m/s. Kanón je upevněn na pivotové lafetě a je kryt polouzavřeným štítem snýtovaným z pancéřových plechů tloušťky 10-30 mm. Odměr kanónu je +/- 45°, náměr -5° až +19°. Na kanónu jsou sedačky střelce a nabíječe. Vezená zásoba střeliva je pouze 6 nábojů; každé Semovente doprovází obrněný muniční transportér na bázi tanku L6/40 (se zásobou 26 granátů) s přívěsným vozíkem (40 granátů).